# 田上不美夫
田上 不美夫（たのうえ ふみお、1956年〈昭和31年〉5月 - ）は、日本のヤクザ。
特定危険指定暴力団・五代目工藤会会長。現在勾留中。

## 来歴

### 生い立ち
福岡県戸畑市（現在の北九州市戸畑区）で出生。10人兄弟の三男であった。両親の不仲により10歳から児童養護施設で育つ。中学時代から素行が悪くなり、中学卒業後に工員として働き始めたが、16歳に工藤会木下組に加入した。1975年11月に工藤会田中組戸畑支部（後の中島組）が結成された際には、戸畑支部長の下で活動。その後、何度か恐喝罪等で逮捕されたが、いずれも短期刑で出所している。1980年7月に抗争中の草野一家大東赤井事務所に拳銃を撃ち込み、1981年12月に逮捕され服役した。
出所後の1984年4月に工藤会四次組織の会長となった。その後に恐喝事件で再び2年間服役した後、中島組本部長を経て、1990年12月に野村悟工藤会若頭から抜擢される形で田中組若頭に就任。
その後、1998年のパチンコ店経営者に対する恐喝事件を起こして服役していたが、2003年2月に出所し、工藤会理事長に就任。
2011年7月に工藤会会長に就任した。

### 工藤会頂上作戦
2014年（平成26年）9月13日、田上は北九州元漁協組合長射殺事件（1998年2月18日発生）の犯行に関与したとして、殺人・銃刀法違反の容疑で福岡県警に逮捕された。福岡県警はその後以下の容疑でも田上を再逮捕した。
- 2014年10月1日逮捕[9] - 福岡市博多区石城町における女性看護師刺傷事件（2013年1月28日発生）で犯行に関与したとする、組織的殺人未遂容疑[10]。
- 2015年（平成27年）5月22日逮捕 - 北九州市小倉北区真鶴一丁目における男性歯科医師刺傷事件（2014年5月26日発生）に関与したとする組織的殺人未遂容疑[11]。同事件の被害者は北九州元漁協組合長射殺事件の孫に当たる[12]。
- 2015年7月6日逮捕 - 北九州市小倉南区湯川新町四丁目で、福岡県警の元警部が銃撃された事件（2012年4月19日発生）に関与したとする[13]組織的殺人未遂・銃刀法違反容疑[14]。

これらの容疑で計4回、福岡地方検察庁から福岡地方裁判所へ起訴された。

## その他
- 暴力団幹部の多くは配下組員を私用で遠慮無く使うことが多いが、田上は組員のボディガードをつけることもなく自ら車を運転して家族と買い物などに出かけていた[3][15]。工藤会組員にとって野村悟が雲の上の存在だったのに対し、田上は組員から慕われており、配下組員に対しては時に口やかましく叱ることもあったが、休みの日などは家族を大事にするように指示し、金に困っている組員に対し数十万円を渡すこともあった[3][15]。
- 工藤会幹部に昇格後は、自らが育った児童養護施設に毎年、活動資金の援助やクリスマスプレゼントを続けていた[3]。